# SS Lazio
Az SS Lazio (teljes nevén Società Sportiva Lazio) egy Olaszországban, Rómában székelő sportegyesület rövidítése. Gyakran egyszerűen Lazio néven emlegetik. Székhelye Róma, Lazio tartományban, innen a neve is. A legnagyobb európai sportegyesületek egyike, 37 sportággal, többek közt krikett, kosárlabda, ejtőernyőzés. A legfontosabb sportága a férfi labdarúgás. Fő riválisa az AS Roma. Jobboldali szellemű csapat, ezért is a kiélezett küzdelem a Romával, mert az inkább „balos”. Sok híres focista fordult itt meg (Nedved, Crespo, Stankovic, Vieri), de őket később gazdagabb klubok elvitték.
Két alkalommal, 1974 és 2000 évben volt Serie A bajnok. Hétszer nyert Olasz Kupát. 1937-ben legendás meccset játszott az FTC-vel, ahol 4:2 arányban vereséget szenvedett. Hírhedt szurkoló tábora van, amelyik Irriducibili névre hallgatott. Jelenlegi kapitányuk Mattia Zaccagni. Legendás csapatkapitánya di Canio volt.

## Története
A sportegyesületet Societá Podistica Lazio néven 1900-ban alapították, első vezetője Luigi Bigiarelli volt. Kezdetben inkább mezei futóversenyekkel foglalkoztak, két évvel később azonban már labdarúgó-egyesületként tartották őket számon. Az első igazi sikerüket 1937-ben érték el, amikor szerződtették 1938-as világbajnokság egyik sztárját, Silvio Piolát, és az olasz bajnokság második helyén végeztek. Az 1960-as években többször is kiestek a Serie A-ból, de sikerült visszakerülniük a legfelsőbb osztályba. 1974-ben olasz bajnokok lettek. A klub története botrányoktól sem mentes. Először egyik játékosuk tragikus körülmények között elhunyt az Egyesült Államokban, majd következett a totóbotrány. A csapat lecsúszott a másodosztályba, csaknem a harmadosztályba is, mert a 16. helyen végeztek. A klub 2000-ben szerezte meg második bajnoki címét.
A csapat szurkolótáborának a politika iránt érdeklődő, aktív tagjai, különösen az ultrák, erősen jobboldali nézeteket vallanak, szervezetileg is közel állnak az olasz szélsőjobboldali politikai pártokhoz és csoportosulásokhoz, így a Movimento Sociale Italiano – Destra Nazionale (Olasz Szociális Mozgalom – Nemzeti Jobboldal) nevű párthoz. Az egyesület vezetői sok szállal kötődtek az olasz neofasisztákhoz, így a hatvanas évek elején Ernesto Brivio volt a klub elnöke.
A csapat egyik indulója az „Avanti Ragazzi di Budapest” című dal, ami a magyarországi 1956-os forradalom emlékére készült és amit több modern (köztük magyar) rockzenekar is feldolgozott. Az ultrák a mai napig éneklik ezt a dalt a meccseken.
Legnagyobb győzelem az Olasz ligában: Lazio-Genoa 8-2 (1945)
Legnagyobb vereség az Olasz ligában: Atalanta-Lazio 6-0 (1956)
Legnagyobb nemzetközi győzelem: Ulm-Lazio 1-9 VKK 1. forduló (1938)
Legnagyobb nemzetközi kupavereség: Lazio-Inter Turku 1-12 Intertotó Kupa Elődöntő (1937)
Legnagyobb győzelem: Kielce-Lazio 0-9 (barátságos meccs)
Legnagyobb vereség: Lazio-Inter Turku 1-12

## A csapatról
- Címe: Via Umberto Novaro 32, 00 195 Róma
- Alapítva: 1900. január 9.
- Stadion: Olimpiai Stadion, férőhelyek: 82 656
- Épült: 1953
- Mérete: 105,14 x 66,60 m

## Sikerlista
- Olasz bajnokság – Serie A

Bajnok (2): 1973-74, 1999-00
- Olasz kupa – Coppa Italia

Győztes (7): 1958, 1997-98, 1999-00, 2003-04, 2008-09, 2012-13, 2018–19
- Olasz szuperkupa – Supercoppa Italiana

Győztes (5): 1998, 2000, 2009, 2017,2019
- Olasz bajnokság – Serie B

Bajnok (1): 1968-69
- Kupagyőztesek Európai Kupája - KEK

Győztes (1): 1998-99
- Európai szuperkupa

Győztes (1): 1999

### Egyéb címek
- Teresa Herrera-kupa

Győztes (1): 1950

## Jelenlegi keret
Utolsó módosítás: 2025. január 14.
A vastaggal jelzett játékosok felnőtt válogatottsággal rendelkeznek.
A dőlttel jelzett játékosok kölcsönben szerepelnek a klubnál.
| Mezszám                   | Név                                                    | Nemzetiség          | Születési hely              | Születési idő (kor)            | Korábbi csapat            | Érték (€)   | Szerződés lejárta |
| Kapusok                   | Kapusok                                                | Kapusok             | Kapusok                     | Kapusok                        | Kapusok                   | Kapusok     | Kapusok           |
| ------------------------- | ------------------------------------------------------ | ------------------- | --------------------------- | ------------------------------ | ------------------------- | ----------- | ----------------- |
| 35                        | Krisztosz Mandász                                      | GRE                 | Pireusz                     | 2001. szeptember 7. (23 éves)  | ÓFI Kréta                 | 5 000 000   | 2028.06.30.       |
| 55                        | Alessio Furlanetto                                     | Olaszország         | Motta di Livenza            | 2002. február 7. (23 éves)     | Fermana FC                | 50 000      | 2028.06.30.       |
| 59                        | Davide Renzetti                                        | Olaszország         | Róma                        | 2006. június 9. (18 éves)      | Utánpótlásból került fel  | 100 000     | 2027.06.30.       |
| 94                        | Ivan Provedel                                          | olasz · orosz       | Pordenone                   | 1994. március 17. (31 éves)    | Spezia Calcio 1906        | 14 000 000  | 2027.06.30.       |
| Védők                     |                                                        |                     |                             |                                |                           |             |                   |
| 2                         | Samuel Gigot (kölcsönben az Olympique de Marseilletől) | francia             | Avignon                     | 1993. október 12. (31 éves)    | Olympique de Marseille    | 4 000 000   | 2025.06.30.       |
| 3                         | Luca Pellegrini (kölcsönben a Juventus-tól)            | olasz               | Róma                        | 1999. március 7. (26 éves)     | Juventus FC               | 3 500 000   | 2025.06.30.       |
| 4                         | Patric                                                 | spanyol             | Mula                        | 1993. április 17. (31 éves)    | FC Barcelona B            | 4 000 000   | 2027.06.30.       |
| 13                        | Alessio Romagnoli                                      | olasz               | Anzio                       | 1995. január 12. (30 éves)     | AC Milan                  | 12 000 000  | 2027.06.30.       |
| 23                        | Elseid Hysaj                                           | albán               | Shkodra                     | 1994. február 2. (31 éves)     | SSC Napoli                | 2 000 000   | 2025.06.30.       |
| 29                        | Manuel Lazzari                                         | olasz               | Valdagno                    | 1993. november 29. (31 éves)   | SPAL                      | 4 000 000   | 2027.06.30.       |
| 30                        | Nuno Tavares (kölcsönben az Arsenaltól)                | POR · CPV           | Lisszabon                   | 2000. január 26. (25 éves)     | Nottingham Forest FC      | 25 000 000  | 2025.06.30.       |
| 34                        | Mario Gila                                             | spanyol             | Barcelona                   | 2000. augusztus 29. (24 éves)  | Real Madrid Castilla      | 28 000 000  | 2027.06.30.       |
| 76                        | Filipe Bordon                                          | BRA                 | Ribeirão Preto              | 2005. június 24. (19 éves)     | Club Athletico Paranaense | 500 000     | Nem publikus      |
| 77                        | Adam Marušić                                           | MNE · szerb         | Belgrád                     | 1992. október 17. (32 éves)    | KV Oostende               | 4 000 000   | 2025.06.30.       |
| 78                        | Alessandro Mulani                                      | VEN · olasz         | Latina                      | 2005. július 14. (19 éves)     | Utánpótlásból került fel  | 175 000     | 2027.06.30.       |
|                           | Cristo Muñoz                                           | spanyol             | Almería                     | 2005. február 1. (20 éves)     | Utánpótlásból került fel  | 250 000     | 2027.06.30        |
| Középpályások             |                                                        |                     |                             |                                |                           |             |                   |
| 5                         | Matías Vecino                                          | Uruguay · olasz     | San Jacinto                 | 1991. augusztus 24. (33 éves)  | Internazionale Milano     | 2 000 000   | 2025.06.30.       |
| 6                         | Nicolò Rovella (kölcsönben a Juventustól)              | olasz               | Poções                      | 2000. június 13. (24 éves)     | AC Monza                  | 25 000 000  | 2025.06.30.       |
| 7                         | Fisayo Dele-Bashiru (kölcsönben a Hataysportól)        | NGA · angol         | Poissy                      | 2001. februári 6. (24 éves)    | Hatayspor                 | 4 500 000   | 2025.06.30.       |
| 8                         | Mattéo Guendouzi                                       | francia · MAR       | Poissy                      | 1999. április 14. (25 éves)    | Olympique de Marseille    | 32 000 000  | 2028.06.30.       |
| 10                        | Mattia Zaccagni                                        | olasz               | Cesena                      | 1995. június 16. (29 éves)     | Hellas Verona FC          | 20 000 000  | 2029.06.30.       |
| 22                        | Gaetano Castrovilli                                    | olasz               | Canosa di Puglia            | 1997. február 17. (28 éves)    | ACF Fiorentina            | 5 000 000   | 2027.06.30.       |
| 26                        | Toma Bašić                                             | horvát              | Zágráb                      | 1996. november 25. (28 éves)   | Salernitana Calcio 1919   | 1 000 000   | 2026.06.30.       |
| 28                        | André Anderson                                         | olasz · BRA         | Maracaí                     | 1999. szeptember 23. (25 éves) | São Paulo FC              | 200 000     | 2025.06.30.       |
| 29                        | Manuel Lazzari                                         | olasz               | Valdagno                    | 1993. november 29. (31 éves)   | SPAL                      | 4 000 000   | 2027.06.30.       |
| 53                        | Leonardo Di Tomasso                                    | olasz               | Olaszország, ?              | ?                              | Nem publikus              | ?           | Nem publikus      |
|                           | Cristo Muñoz                                           | spanyol             | Almería                     | 2005. február 1. (20 éves)     | FC Barcelona              | 50 000      | 2027.06.30.       |
| Támadók                   |                                                        |                     |                             |                                |                           |             |                   |
| 9                         | Pedro                                                  | spanyol             | Santa Cruz de Tenerife      | 1987. július 28. (37 éves)     | AS Roma                   | 1 000 000   | 2025.06.30.       |
| 11                        | Taty Castellanos                                       | ARG                 | Mendoza                     | 1998. október 3. (26 éves)     | Girona FC                 | 290 000 000 | 2028.06.30.       |
| 14                        | Tijjani Noslin                                         | holland             | Amszterdam                  | 1999. július 7. (25 éves)      | Hellas Verona FC          | 12 000 000  | 2029.06.30.       |
| 18                        | Gustav Isaksen                                         | dán                 | Torre Annunziata            | 2001. április 19. (23 éves)    | FC Midtjylland            | 15 000 000  | 2028.06.30.       |
| 19                        | Boulaye Dia (kölcsönben a Salernitanatól)              | SEN · francia       | Oyonnax                     | 1996. november 16. (28 éves)   | US Salernitana 1919       | 15 000 000  | 2025.06.30.       |
| 20                        | Loum Tchaouna                                          | francia · BEL       | N'Djamena                   | 2003. szeptember 8. (21 éves)  | US Salernitana 1919       | 10 000 000  | 2029.06.30.       |
| Kölcsönadott játékosok    |                                                        |                     |                             |                                |                           |             |                   |
| Név                       | Poszt                                                  | Nemzetiség          | Születési hely              | Születési idő (kor)            | Kölcsönben itt            | Érték (€)   | Kölcsön lejárta   |
| Nicoló Casale             | védő                                                   | olasz               | Negrar                      | 1998. február 14. (27 éves)    | Bologna FC 1909           | 8 000 000   | 2025.06.30.       |
| Romano Floriani Mussolini | védő                                                   | olasz               | Róma                        | 2003. január 27. (22 éves)     | Juve Stabia               | 400 000     | 2025.06.30.       |
| Dimitrije Kamenović       | védő                                                   | szerb               | Pirot                       | 2000. július 26. (24 éves)     | Yverdon-Sport FC          | 800 000     | 2025.06.30.       |
| Fabio Ruggeri             | védő                                                   | olasz               | Róma                        | 2004. december 13. (20 éves)   | Salernitana Calcio 1919   | 200 000     | 2025.06.30.       |
| Mohamed Szalim Farès      | védő                                                   | ALG · FRA           | Aubervilliers               | 2002. február 12. (23 éves)    | Pánszerrajkosz            | 500 000     | 2025.06.30.       |
| Jean-Daniel Akpa Akpro    | középpályás                                            | CIV · francia       | 1992. október 11. (32 éves) | AC Monza                       | 500 000                   | 2025.06.30. |                   |
| Marcos Antônio            | középpályás                                            | BRA                 | Poções                      | 2000. június 13. (24 éves)     | São Paulo FC              | 4 000 000   | 2025.06.30.       |
| Marco Bertini             | középpályás                                            | olasz               | Róma                        | 1992. október 11. (32 éves)    | Ascoli Calcio 1898 FC     | 100 000     | 2025.06.30.       |
| Danilo Cataldi            | középpályás                                            | olasz               | Róma                        | 1994. augusztus 6. (30 éves)   | AC Fiorentina             | 4 000 000   | 2025.06.30.       |
| Gabriele Artistico        | támadó                                                 | olasz               | Róma                        | 2002. július 14. (22 éves)     | Juve Stabia               | 325 000     | 2025.06.30.       |
| Matteo Cancellieri        | támadó                                                 | olasz               | Róma                        | 2002. február 12. (23 éves)    | Parma Calcio 1913         | 500 000     | 2025.06.30.       |
| Valerio Crespi            | támadó                                                 | olasz               | Róma                        | 2004. augusztus 4. (20 éves)   | FC Südtirol               | 250 000     | 2025.06.30.       |
| Saná Fernandes            | támadó                                                 | POR · Bissau-Guinea | Bissau                      | 2006. március 10. (19 éves)    | NAC Breda                 | 800 000     | 2025.06.30.       |
| Diego González            | támadó                                                 | PAR                 | Alto Paraná                 | 2003. január 7. (22 éves)      | Club Atlas                | 700 000     | 2025.06.30.       |

### Visszavonultatott mezszámok
12 - A 2003/2004-es szezonban a Curva Nord jelképesen megkapta a 12. számú mezt, ezzel jelezve azt, hogy a szurkolói csoport a csapat 12. emberének számít

## Jelenlegi edzői stáb
| Position                     | Name               |
| ---------------------------- | ------------------ |
| Vezetőedző                   | Igor Tudor         |
| Manager Asszisztens          | Antonio Manicone   |
| Koordinátor                  | Igli Tare          |
| Kapusedző                    | Adalberto Grigioni |
| Technikai asszisztens        | Jesse Fioranelli   |
| Erőnléti edző                | Paolo Rongoni      |
| Erőnléti edző                | Adriano Bianchini  |
| Egészségügyi csapat vezetője | Roberto Bianchini  |
| Orthopédiai specialista      | Stefano Lovati     |
| Táplálkozás specialista      | Roberto Verna      |
| Bíró koordinátor             | Stefano De Martino |
| Csapat Manager               | Maurizio Manzini   |

## Híres játékosok
| Olaszország - Demetrio Albertini - Dino Baggio - Marco Ballotta - Pierluigi Casiraghi - Giorgio Chinaglia - Bernardo Corradi - Carlo Cudicini - Vincenzo D'Amico - Paolo di Canio - Roberto Di Matteo - Marco di Vaio - Giuseppe Favalli - Stefano Fiore - Valerio Fiori - Diego Fuser - Giuliano Giannichedda - Bruno Giordano - Guerino Gottardi - Angelo Gregucci - Simone Inzaghi - Fabio Liverani - Attilio Lombardo - Roberto Mancini - Lionello Manfredonia - Luca Marchegiani - Alessandro Nesta - Paolo Negro - Massimo Oddo - Fernando Orsi - Giuseppe Pancaro - Angelo Peruzzi - Silvio Piola - Fabrizio Ravanelli - Tommaso Rocchi - Matteo Sereni - Giuseppe Signori - Giorgio Venturin - Christian Vieri | Albánia - Lorik Cana Anglia - Paul Gascoigne Argentína - Matias Almeyda - Cristian Ledesma - Mauro Zárate - Lucas Castroman - José Chamot - Hernán Crespo - Claudio López - Nestor Sensini - Diego Simeone - Juan Pablo Sorin - Pedro Troglio - Juan Sebastián Verón Brazília - César - Hernanes Chile - Marcelo Salas Csehország - Pavel Nedvěd - Karel Poborský Dánia - Michael Laudrup Elefántcsontpart - Christian Manfredini Franciaország - Ousmane Dabo Hollandia - Jaap Stam - Aron Winter Horvátország - Alen Bokšić Macedónia - Goran Pandev | Németország - Karlheinz Riedle - Miroslav Klose Portugália - Sérgio Conceição - Fernando Couto Spanyolország - Iván de la Peña - Oscar López - Gaizka Mendieta Svájc - Valon Behrami Svédország - Kennet Andersson Szerbia - Vladimir Jugović - Darko Kovačević - Siniša Mihajlović - Dejan Stanković Uruguay - Ruben Sosa |

## Külső hivatkozások
- Hivatalos honlap
- Magyar oldal
- S.S. Lazio Legione Ungherese